# Gurt (Bauteil)

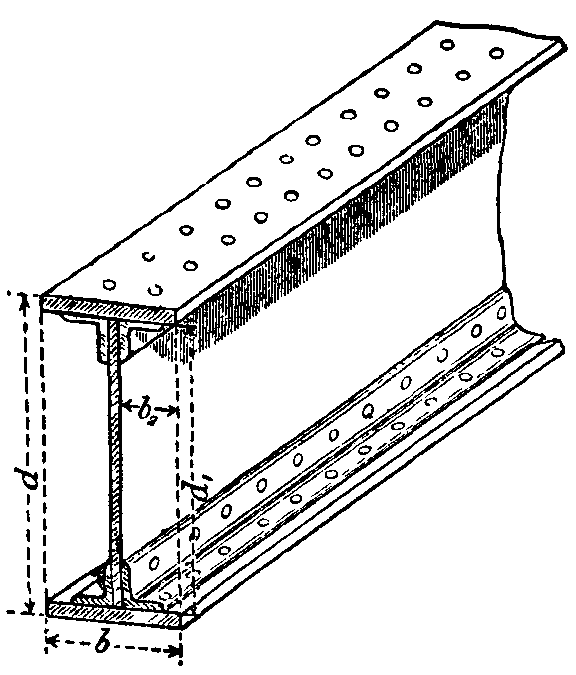
Ein aus einem Steg und zwei Gurten („Flanschen“) zusammengesetzter und genieteter Stahlträger. In dieser Form häufig auf älteren Bahnhöfen zu sehen.

Als Gurte werden im Beton-, Holz- und Stahlbau die oberen und unteren Bänder eines Trägers mit „I-förmigem“ („Doppel-T-förmigem“) Querschnitt bezeichnet, die von einem durchgehenden Steg auf Abstand gehalten werden. Beim Fachwerkträger wird der Steg durch schräg angeordnete Stäbe ersetzt.
Im Stahlbau werden die Gurte von Profilstählen auch Flansch genannt.
Träger mit einem I- bzw. Doppel-T-Querschnitt bestehen aus zwei flachen oder gedrungenen (kompakten) Gurten und einem vergleichsweise dünnen Steg, der beide Gurte verbindet.  Analog zum Doppel-T-Träger können auch die Seiten von Hohlkastenträgern (im Brückenbau) als Gurte bezeichnet werden, welche sich bei Durchbiegung konvex bzw. konkav verwölben.
Entsprechend der Lage eines Gurtes wird zwischen Ober- und Untergurt unterschieden. Je nach Belastung wird von Zug- oder Druckgurt gesprochen (s. u.).
Aus Gurten und Stegen zusammengesetzte Träger gibt es aus Metall (z. B. Profilstahl), Stahl- bzw. Spannbeton oder Holz (z. B. Schalungsträger).

## Tragverhalten und Bemessung
Die Gurte nehmen vor allem die Belastung aus Biegung auf. Bei Belastung eines Trägers auf zwei Stützen von oben wird der Untergurt durch Zugkräfte gedehnt und daher als Zuggurt bezeichnet. Analog wird der Obergurt durch Druckkräfte gestaucht und ist in diesem Fall ein Druckgurt.
Für die Bemessung eines Profils werden mit Hilfe der Schnittgrößen Biegemoment, Querkraft und Normalkraft über den Abstand der Gurte vom Schwerpunkt des Profils die Zug- bzw. Druckkräfte in den Gurten berechnet. Bei vorhandener Normalkraft nehmen die Gurte anteilig auch diese Kraft auf. 
Entscheidend für die Belastbarkeit eines auf Biegung beanspruchten Trägers ist die Zug- oder Druckspannung am äußersten Rand des Profils (der „Randfaser“). Je größer die Querschnittsfläche des Profils an dieser Stelle, desto geringer die Spannung, da sich die auftretenden Kräfte dann auf eine größere Fläche verteilen.
Die Querschnittsfläche im Verhältnis zu ihrem Abstand zum Profilschwerpunkt wird durch das Widerstandsmoment ausgedrückt. Ein Träger ist umso tragfähiger, je weiter die Gurte auseinander liegen. Wenn die Stärke von Gurten und Steg im Verhältnis der Höhe und Breite des Profils jedoch zu dünn ausfällt, erhöht sich die Gefahr, dass der Träger durch Biegedrillknicken verformt wird und versagt.
Der Querschnitt des Stegs spielt für die Höhe der Materialspannungen bei Durchbiegung eine vergleichsweise geringe Rolle. Der Steg kann daher zur Gewichtsersparnis sehr dünn gestaltet werden. Er muss gerade so stark bemessen werden, dass er bei Belastung nicht einknickt bzw. beult.